# ジェームズ・アレグザンダー・シートン
ジェームズ・アレグザンダー・シートン(James Alexander Seton)（1816年 - 1845年6月2日）は、イギリスでの決闘で殺された最後のイギリス人である。

## 前半生
ジェームズ・アレグザンダー・シートンは、1816年にハンプシャー、フォーディングブリッジ（Fordingbridge）に、ジェームズ・シートン大佐とマーガレット・フィンドレーターとの息子として生まれた。
彼はスコットランド系で、ダンファームリン伯爵家 (Earl of Dunfermline) の末裔であった。祖父は、カリブ海のセントビンセントの知事ジェームズ・シートン副提督であった。シートンが相続した遺産のおかげで、生計のために働く必要がなく裕福な生活を送ることができていた。
シートンは短期間、騎兵隊の士官をつとめた。1837年3月に騎兵旗手の階級を購入し、1838年3月まで、第3軽竜騎兵、第11軽竜騎兵、第12軽竜騎兵に所属した。昇進することもなく、決闘の約6年前には短い軍歴を終えていたが、それでも決闘を伝える歴史物語の中では「キャプテン・シートン」（"Captain Seton"）と呼ばれている場合がある。
シートンは1838年5月にアン・スザンナ・ウェイクフィールドと結婚し、1子マリオン・フランシス（Marion Frances）をもうけた。

## 諍い
1840年代初頭のある時期、シートンと妻スザンナはハンプシャーのポーツマス近くのサウスシー（Southsea）に住まいを賃借した。1845年5月、シートンは、イギリス海兵隊の将校、ヘンリー・ホーキー中尉（Lieutenant Henry Hawkey）の妻イザベラに出会った。シートンは、中尉の不在時にイザベラの住まいを訪れたり贈り物をしたりして、イザベラにつきまとうようになった。ホーキーはこの噂を聞き、イザベラがシートンに会うことを禁じた。
1845年5月19日、ホーキー夫妻とジェームズ・シートンが、サウスシーのキングズ・ルームで毎週開催されていた大舞踏会に出席した。ジェームズはイザベラと踊ったという。ここでホーキーとシートンは口論になり、ホーキーがシートンを「泥棒でならず者」（"blaggard and a scoundrel"）と呼び、公然と侮辱した。

## 決闘と死亡

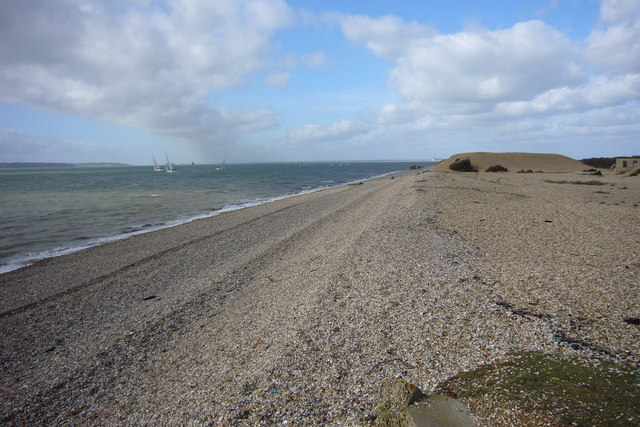
ブラウンダウンのビーチ（2007年）。決闘の現場

翌朝早く、ホーキーの住まいを海軍士官のローレス中尉（Lieutenant Rowles）が訪れた。ローレスはシートンの介添人として、ホーキーに正式な決闘を申し込んだ。この後、ホーキーは射撃場のある銃工店を訪れ、短時間射撃の練習をした。さらに、別の店で決闘用ピストル1組を買った。店主には、射撃の試合に必要だからと伝えた。午後に射撃場に戻ると、購入したピストルで3発、試射をした。
決闘は、その日の夕暮れ時に、ゴスポート（Gosport）近くのブラウンダウン（Browndown）のビーチで行われた。シートンとローレスは小型のヨットで現地に移動した。ホーキーと彼の介添人でイギリス海兵隊中尉チャールズ・ロウズ・ピム（Charles Lawes Pym）も、シートンらとは別に移動した。決闘には医師または外科医が付き添うのが慣例だったが、現場には当事者以外の人はいなかった。双方とも、決闘を他人に知られて、当局に介入されるのを嫌ったものと思われる。
介添人が15歩を数え、決闘者らがピストルを取り、発砲した。シートンの弾ははずれ、ホーキーのピストルは半撃ちとなって発砲できなかった。決まりではこれで決闘は成立しており、これで終わりのはずだった。しかし、ホーキーが2回目を主張し、両者は再度の決闘を行った。今度はシートンが下腹部に弾を受けて倒れた。
負傷したシートンはヨットに乗せられ、短距離海路でポーツマスまで運ばれた。ケベック・ホテルに連れて行かれた彼は、最終的にロンドンの著名な外科医、ロバート・リストンの執刀による手術を受けた。処置はうまくいったかに見えたが、まもなく感染症の兆候が現れ、すぐに病状が悪化した。シートンは、1845年6月2日に死亡した。

## 余波
検視官から遺体が返却されたシートンの遺体は、6月10日にフォーディングブリッジの聖マリア教会（St Mary's Church）にある父親の墓の隣に埋葬された。葬儀は地元の一大行事となった。町のほぼすべての店が休業し、住民の多くがサウスシーからフォーディングブリッジまでの葬列に加わった。教会の中には、シートンの記念碑が設置されている。
6月4日にポーツマス・ギルドホールで、死因審問が始まった。同6日に延期が決まり、6月17日に再開された。陪審がホーキーおよびピム中尉による故意の殺人として評決を下し、2人に対する逮捕状が発行された。
決闘から約9か月後の1846年3月、ウィンチェスター巡回裁判所でピムは殺人の従犯者として起訴されたが、無罪を宣告された。ピムは、決闘への関与でほとんど軍歴に影響を受けなかった。彼はその後長年にわたって従軍し、最終的には将官の地位にのぼった。
ホーキーは、ウィンチェスター巡回裁判所の夏の開廷期にあたる1846年6月13日、謀殺の罪で公判に付された。サー・アレグザンダー・コックバーン (Sir Alexander Cockburn, 12th Baronet) が弁護人をつとめ、陪審に2時間の演説を行った後、無罪とされた。その際、ホーキーは、妻に対するシートンの行為によってひどく憤慨したと訴え、シートンが死んだのは彼が受けた治療が主な原因だと主張した。
シートンの介添人をつとめたジョージ・ローレスは起訴されず、1859年まで英国海軍に従軍した。
イングランドで人が命を落とした最後の決闘は、約7年後の1852年10月19日、イングルフィールド・グリーン（Englefield Green）とオールド・ウィンザー（Old Windsor）の間に位置するプリースト・ヒル（Priest Hill）で行われた決闘である。これはフランスからの政治亡命者2人、フレデリック・コンスタン・クルネ中尉（Lieutenant Frederic Constant Cournet）とエマニュエル・バルテルミー（Emmanuel Barthélemy）の決闘だった。ここではクルネが殺され、バルテルミーは謀殺の罪に問われている。しかし、判決は故殺（非謀殺）で禁固数か月が言い渡された。1855年、バルテルミーは雇用主と別の男とを撃ち殺し、絞首刑に処された。